# Paraphlegopteryx rufa
Paraphlegopteryx rufa är en nattsländeart som beskrevs av Martin E. Mosely 1949. Paraphlegopteryx rufa ingår i släktet Paraphlegopteryx och familjen kantrörsnattsländor. Inga underarter finns listade i Catalogue of Life.